# Progresie aritmetică
O progresie aritmetică este un șir de numere astfel încât diferența dintre termenii consecutivi este constantă. De exemplu șirul 5, 7, 9, 11, 13, 15, ... este o progresie aritmetică cu o diferență comună de 2.

## Definiție
O progresie aritmetică este un șir de numere caracterizat printr-o diferență constantă între oricare doi termeni consecutivi. Ele sunt de forma
{\displaystyle a_{1},a_{2},{\text{ ...}},a_{n},{\text{ ...}}},   adică   {\displaystyle a_{1},a_{1}+r,a_{2}+r,{\text{ ...}},a_{n-1}+r,{\text{ ...}}}
cu relațiile:
{\displaystyle a_{k}=a_{1}+(k-1)r} (formula generală);
{\displaystyle a_{k}=a_{k-1}+r} (formula recurentă);
{\displaystyle r=a_{k}-a_{k-1}}.
unde {\displaystyle k} este rangul (poziția) termenului {\displaystyle a_{k}} în șir ({\displaystyle k\in \mathbb {N} ^{*}}). {\displaystyle a_{1}} este primul termen, {\displaystyle a_{2}} este al doilea termen etc., iar {\displaystyle r} este rația progresiei ({\displaystyle r\in \mathbb {R} }).

### Proprietăți
Orice termen al unei progresii aritmetice (cu excepția capetelor) este media aritmetică a predecesorului și succesorului său:
{\displaystyle a_{n}={\dfrac {a_{n-1}+a_{n+1}}{2}},}
proprietate de la care îi vine și denumirea.

### Exemple de progresii aritmetice
- Șirul numerelor naturale: 0, 1, 2, 3, 4, ... este o progresie aritmetică având  rația 1 și primul termen 0;
- Șirul numerelor naturale impare: 1, 3, 5, 7, ... progresie aritmetică cu rația 2 și primul termen 1.

### Suma termenilor unei progresii aritmetice
Suma primilor n termeni dintr-o progresie aritmetică se poate calcula astfel:
{\displaystyle S_{n}={\dfrac {(a_{1}+a_{n})\cdot n}{2}}={\dfrac {(2a_{1}+(n-1)\cdot r)\cdot n}{2}}=a_{1}\cdot n+r\cdot {\dfrac {n(n-1)}{2}}}
Demonstrație
{\displaystyle S_{n}=a_{1}+a_{2}+...+a_{n-1}+a_{n}}
{\displaystyle S_{n}=a_{n}+a_{n-1}+...+a_{2}+a_{1}}
Însumând cele două relații se obține:
{\displaystyle 2\cdot S_{n}=(a_{1}+a_{n})+(a_{2}+a_{n-1})+...+(a_{n-1}+a_{2})+(a_{n}+a_{1})}
{\displaystyle 2\cdot S_{n}=(a_{1}+a_{n})+(a_{1}+r+a_{n}-r)+...+(a_{n}-r+a_{1}+r)+(a_{n}+a_{1})}
{\displaystyle 2\cdot S_{n}=(a_{1}+a_{n})+(a_{1}+a_{n})+...+(a_{1}+a_{n})+(a_{1}+a_{n})}
{\displaystyle 2\cdot S_{n}=(a_{1}+a_{n})\cdot n}
{\displaystyle S_{n}={(a_{1}+a_{n})\cdot n \over 2}}

## Istoric
Se spune ca această formulă ar fi fost descoperită de către Gauss pe când era în clasele primare și a fost pedepsit să adune toate numerele de la 1 la 100. Acesta a format 50 de grupe identice prin însumarea termenilor, în perechi de două numere, în felul următor: termenul de pe prima poziție (1) cu cel de pe ultima (100) formau o pereche, termenul de pe a doua poziție (2) cu penultimul termen (99) formau altă pereche și așa mai departe. În acest fel fiecare pereche are valoarea constantă de 101. Chiar dacă faptul ar fi adevărat, Gauss nu a fost primul care a descoperit această formulă, iar unii consideră că este probabil ca originea ei să fie la pitagoricieni, în secolul al V-lea î.Hr. Reguli similare erau cunoscute în antichitate de Arhimede, Hypsicles și Diofant; în China de Zhang Qiujian; în India de Aryabhata, Brahmagupta și Bhaskara II; și în Europa medievală de Alcuin, Dicuil, Fibonacci, Sacrobosco
și de comentatori anonimi ai Talmudului, cunoscuți ca tosafiști.